# Công viên Brotherton và Khu bảo tồn thiên nhiên địa phương Dibbinsdale
Công viên Brotherton và Khu bảo tồn thiên nhiên địa phương Dibbinsdale được gọi một cách không chính thức là Dibbinsdale là một công viên kết hợp và khu bảo tồn thiên nhiên địa phương được quản lý bởi Metropolitan Borough of Wirral vị trí nằm ở Bromborough, Merseyside, Anh.
Địa điểm chiếm 53,2 hecta, được chỉ định 1979/1983.

## Lịch sử
Dibbinsdale được lấy tên từ sông Dibbin chảy qua khu vực này. Nó được xem là một phần của ranh giới từ thế kỷ thứ 10 và 11 giữa thuộc địa Bắc Âu ở Wirral, phía bắc và phía tây, và đất đai vùng Mercia của người Anglo-Saxon ở phía đông và nam. Sau cuộc xâm lược Anh của người Norman, toàn bộ khu vực đã trở thành một phần của Wirral Hundred. Vào những năm 1800, mảnh đất nơi Công viên Brotherton tọa lạc là một phần của một điền trang có tên là 'Woodslee', bất động sản này được mua lại vào năm 1866 bởi một Thương gia Liverpool tên là Robert Rankin, người đã xây dựng ngôi nhà 'Woodslee' trên địa điểm này để làm quà cưới cho con gái ông. Bất động sản bao gồm Woodslee, khu nhà phục vụ, hồ nước, chuồng ngựa, nhà xe, một khu vườn có tường bao quanh và những khu vườn trang trọng với một hòn non bộ. Vào năm 1919, bất động sản đã được mua bởi Lord Brotherton, một nhà công nghiệp và thành viên của quốc hội, người đã hiến tặng bất động sản cho hội đồng vào những năm 1930, đến những năm 1940, ngôi nhà đã bị đổ nát và bị phá hủy. Năm 1978, Công viên Brotherton và Dibbinsdale được chỉ định là khu bảo tồn thiên nhiên địa phương nhờ có khu rừng cổ xưa và trở thành một thực thể duy nhất chiếm phần lớn Dibbinsdale do gia đình Lancelyn Green hiến tặng.

## Công viên Brotherton
Brotherton Park là một công viên đô thị với một khu vực đồng cỏ tự nhiên dùng để giải trí, dắt chó đi dạo và dã ngoại.

## Khu bảo tồn thiên nhiên địa phương Dibbinsdale
Dibbinsdale là một khu bảo tồn thiên nhiên địa phương với một thung lũng rừng là một ví dụ về vùng rừng cổ xưa ở khu vực Merseyside. Nó cũng là một địa điểm được quan tâm khoa học đặc biệt.

## Cơ sở
Công viên có lối đi trong rừng, đường mòn tự nhiên, đồng cỏ, rừng lịch sử, môi trường đất ngập nước, trung tâm du khách không người viếng thăm, văn phòng kiểm lâm, nhà vệ sinh và bãi đậu xe miễn phí.